# STARCHILD DREAM in KOBE
『STARCHILD DREAM in KOBE』（スターチャイルド ドリーム イン こうべ）は、ラジオ関西が主催するスターチャイルド（キングレコードのレーベル）に所属するアーティストを中心としたオールスターイベントである。略称は『スタチャドリーム』、『スタドリ』。

## 概要
- 2003年から、神戸市が主催するアニメーション神戸の関連イベントとしてスタート。
- 第3回までは、名称の最後に「1st」・「2nd」・「3rd」と回数が付けられていたが、第4回以降は年号となっている。
- 司会は、主催するラジオ関西で放送されている『青春ラジメニア』のパーソナリティ、岩崎和夫と南かおりが第1回から担当。
- スターチャイルドが制作に関与しているアニメ作品のプロモーションも兼ねており、各作品に出演している声優も参加。
- 第1回・第2回はポートアイランドの野外ステージスペース「メガKobe」で、第3回は神戸国際会館こくさいホールで、第4回・第5回は神戸文化ホールで開催。
- 兵庫県・神戸市とそれぞれの教育委員会、地元の独立放送局であるサンテレビが後援し、後述のようにサンテレビとラジオ関西では、このイベントの模様を収めた特番を放送している。
- 屋外会場だった第2回の開催直前には台風が接近していたため、ラジオ関西には問い合わせが殺到したが「前もって中止を決めて当日晴れたら気の毒」ということで、開催当日の天候を待って判断することになった。また、当日は午前中の生放送番組で案内の告知が1時間に1回行なわれた。
- 2002年・2007年・2009年に東京で開催された（2002年のみ大阪でも開催）『STARCHILD FESTIVAL』は、このイベントの姉妹イベントというべきものである。ただし、キングレコード（スターチャイルド）自身にが主催するイベントであり、主催がラジオ関西であるこのイベントとの直接的な関係はないが、雑誌の記事でも双方を混同したような誤りが見られた。
- angelaのみが、このイベントにおける唯一の皆勤出演である。また、堀江由衣と野中藍は1度しか欠席していない。
- ほぼ1年間隔（「2nd」「3rd」間は1年半）で開催されていたが、「2008」を最後に開催されていない。そして、スターチャイルドレーベル自体も2016年1月末に消滅した。

## 参加アーティスト

### 1st（2003年10月26日）
- 長澤奈央
- can/goo
- r.o.r/s
- angela
- 堀江由衣
- 林原めぐみ

### 2nd（2004年10月10日）
- DROPS（リーダーの國府田マリ子は足を負傷していたため、トークのみの出演）
- can/goo
- 松本まりか（『蒼穹のファフナー』から）
- 小清水亜美（『スクールランブル』から）
- 生天目仁美（同上）
- 能登麻美子（同上）
- eufonius（『双恋』から）
- 皆川純子（『魔法先生ネギま!』から）
- 野中藍（同上）
- 神田朱未（同上）
- angela
- horigela（angelaと堀江由衣による当日限定ユニット）
- 堀江由衣

### 3rd（2006年3月11日）
- Aice5
- 白石涼子
- 野中藍
- 松本華奈（『ひまわりっ!』から）
- 名塚佳織（『いぬかみっ!』から）
- 堀江由衣
- angela

### 2007（2007年9月22日）
- angela
- 野中藍（『さよなら絶望先生』でも出演）
- 榊原ゆい
- 浦壁多恵
- 井上麻里奈（『さよなら絶望先生』・『みなみけ』から）
- 小林ゆう（『さよなら絶望先生』から）
- 新谷良子（同上）
- 佐藤利奈（『みなみけ』から）
- 茅原実里（同上）

### 2008（2008年10月19日）
- angela
- 白石涼子
- 野中藍
- 堀江由衣
- pRythme（麻生夏子・河瀬ゆり・椋木えり）

## 特番
- ラジオ関西
  - 放送年：2006年、2008年
  - 放送日時：金曜深夜24:30 - 25:00
  - 開催前に1ヶ月限定の特番として放送（前者は1月、後者は7月から）。出演するアーティストの情報や曲を流すのが中心である。このほか、毎年イベント後にも岩崎和夫が司会でダイジェスト番組が放送されている。

- サンテレビ
  - 放送年：2004年、2007年、2008年
  - 放送日時：日曜11:00 - 11:54
  - 1時間番組。アーティストのインタビューやプレゼント企画など、ラジオ関西版より内容が充実している。ナビゲーターは天津（2007年版より。ただし、木村は2008年版のみ出演。2004年版はナビゲーターはおらず、ナレーションを南かおりが担当）。

| ラジオ関西 金曜24:30枠（上段が2006年、下段が2008年版のもの） | ラジオ関西 金曜24:30枠（上段が2006年、下段が2008年版のもの） | ラジオ関西 金曜24:30枠（上段が2006年、下段が2008年版のもの）                                 |
| 前番組                                                       | 番組名                                                       | 次番組                                                                                       |
| ------------------------------------------------------------ | ------------------------------------------------------------ | -------------------------------------------------------------------------------------------- |
| 岸祐二のKISSIN'TIME                                          | STARCHILD DREAM in KOBE 3rd SPECIAL                          | 涼宮ハルヒの憂鬱 SOS団ラジオ支部 （ここから角川書店作品枠）                                  |
| 元祖らっきー☆ちゃんねる （ここまで角川書店作品枠）           | スタチャコンサート2008                                       | はみ出せ!メガミマガジンRadio!! 創刊準備号 （通常番組では『鷲崎健と長嶋はるかのチェキらぼ』） |